# Alveo comune nocerino
L'Alveo Comune Nocerino è un canale artificiale tributario del fiume Sarno ed ha origine nel comune di Nocera Inferiore, dove raccoglie le acque dei torrenti Cavaiola e Solofrana.

## Creazione del canale
L'Agro nocerino ha tre gole principali, attraverso le quali comunica coi territori più elevati che lo circondano: una si apre verso Cava de' Tirreni, un'altra verso Pecorari (Nocera Superiore) e la terza verso Codola (Castel San Giorgio).
Attraverso queste tre gole scorrevano tre principali torrenti che portavano acqua a valle nei periodi delle piogge: il Cavaiola, il Citola e il Solofrana.
Alla fine del '600, lo sfruttamento dei terreni demaniali delle montagne di Cava e di Monte Albino erano divenuto l'unica risorsa per molte famiglie povere. L'intensificazione dello sfruttamento determinò effetti negativi sugli aspetti idrogeologici: minor contenimento delle acque, maggiore erosione, più frane e, quindi, maggiori quantità di materiale trasportato a valle. Si produssero dunque alluvioni che producevano danni sempre maggiori alle persone, alle case ed ai terreni coltivati.
Nel 1751, in seguito ad un'ennesima alluvione, venne inviato a Nocera un ufficiale del genio militare, il colonnello Alcovier, col compito di osservare i danni, riferire e proporre i rimedi. Il colonnello propose lo scavo di un alveo artificiale che, dalle "Camerelle" (Nocera Superiore), passando attraverso la Collina del Parco (Nocera Inferiore), incanalasse le acque nel fiume Sarno.
Nel 1803 la Soprintendenza dei ponti e delle strade, diretta dal marchese della Valva, da poco istituita e incaricata dal re Ferdinando IV di occuparsi nuovamente del problema, produsse un progetto ad opera dei regi ingegneri Matteo D'Amato e Nicola Leandro. I lavori furono iniziati nel luglio dello stesso anno e le acque dei tre torrenti Cavaiola, Citola e Solofrana furono incanalate in un alveo che passava ai piedi della collina di Nocera e si immetteva nel Rio San Mauro, un piccolo fiume tributario del Sarno.
La creazione di questo primo alveo non risolse tuttavia il problema: gli allagamenti si spostarono infatti più a valle, nella località di "Termine Bianco", al confine tra i territori di Pagani e di San Marzano sul Sarno, suscitando le proteste dei sindaci di San Marzano all'intendente della provincia. Nel 1814 venne creata una commissione mista, costituita da funzionari e tecnici dei ministeri della guerra, delle finanze e degli interni, che propose una serie di interventi.
Nel 1846, la Direzione generale dei ponti e delle strade incaricò di un nuovo progetto l'ingegner Antonio Maiuri: il 16 febbraio 1847 fu consegnata una corposa relazione, nella quale venivano evidenziati i difetti dell'opera precedente e si proponevano quattro possibili tracciati per un nuovo canale. Una vertenza legale intentata dal proprietario del mulino di San Marzano contro lo Stato per i danni causati al mulino dal canale allora esistente fece ritardare i lavori: il Ministero dei lavori pubblici incaricò il colonnello Clemente Fonseca del Genio militare di effettuare indagini. Fu lo stesso Genio militare, sotto la guida del colonnello Fonseca, ad eseguire i lavori previsti dall'ingegner Maiuri, consegnati con un verbale datato al 10 settembre del 1857 alla Direzione dei ponti e delle strade.